# Luitgarda de Vermandois
Luitgarda de Vermandois (n. cca. 914 – d. 9 februarie 978) a fost o nobilă franceză. Prin naștere, Luitgarda a fost contesă de Vermandois, devenită în urma primei sale căsătorii ducesă de Normandia, iar apoi contesă de Blois prin cea de a doua căsătorie.

## Familie
Luitgarda a fost o fiică a contelui Herbert al II-lea de Vermandois cu Hildebranda de Franța. Mai întâi, a fost căsătorită cu ducele Guillaume I de Normandia în 940, mariaj în urma căruia nu au rezultat urmași. Devenită văduvă, în urma morții lui Guillaume din 942, Luitgarda s-a recăsătorit cu contele Theobald I de Blois, în 943.
Din această a doua căsătorie, Luitgarda a fost mamă a patru copii:
- Theobald (d. 962).
- Hugo, arhiepiscop de Bourges (d. 985).
- Odo, conte de Blois (d. 995).
- Emma (d. după 1003), căsătorită cu ducele Guillaume al IV-lea de Aquitania.